# Kanada i olympiska vinterspelen 1972
Kanada deltog med 47 deltagare vid de olympiska vinterspelen 1972 i Sapporo. Totalt vann de en silvermedalj.

## Medaljer

### Silver
- Karen Magnussen - Konståkning.